# بابینا پویانا (ورانگه)
بابینا پویانا (به صربی: Babina Poljana) یک روستا در صربستان است که در ناحیه پچینیا واقع شده‌است. بابینا پویانا ۷۹ نفر جمعیت دارد.